# Coccophagoides orientalis
Coccophagoides orientalis is een vliesvleugelig insect uit de familie Aphelinidae. De wetenschappelijke naam is voor het eerst geldig gepubliceerd in 1964 door Agarwal.